# عزلة عبد الكوري

تعديل مصدري - تعديل

عزلة عبد الكوري هي إحدى عزل مديرية قلنسية وعبد الكوري في محافظة أرخبيل سقطرى اليمنية ويبلغ تعداد سكانها 171 نسمة حسب التعداد السكاني في اليمن لعام 2004.

## روابط خارجية
- الجهاز المركزي للإحصاء بالجمهورية اليمنية
- المركز الوطني للمعلومات باليمن
- World Gazetteer:Yemen
- الدليل الشامل